# Nikola Bunić
Nikola Bunić (Dubrovnik, oko 1635. – Silistrija, Bugarska, 16. kolovoza 1678.), hrvatski pjesnik, diplomat i državnik, pripadnik dubrovačke plemićke obitelji Bunić. 
Godine 1658. stupa u državnu službu u kojoj obnaša najviše dužnosti. Kao diplomatski predstavnik Dubrovačke Republike boravio je u misijama u Carigradu. U državnim službama bio je na najvišim položajima (knez, konzul civilnih poslova, član Odbora dvanaestorice, diplomatski predstavnik Republike u Carigradu i dr.).
Autor je pravnog priručnika tiskanog 1784., opisa dubrovačkog teritorija, spjeva o obnovi grada nakon potresa i drugih djela na latinskom jeziku. U trijemu današnje upravne zgrade Grada Dubrovnika podignuta mu je spomen-ploča. Dubrovačka Republika je u svojoj povijesti svojim velikanima podigla tek jedno spomen-poprsje, Mihu Pracatu. Tri spomen-ploče podignute su Nikoli Buniću, Ruđeru Boškoviću i Trajanu Laliću.